# پوسکو
پوسکو (به انگلیسی: POSCO) که مخفف انگلیسی شرکت آهن و فولاد پوهانگ (به انگلیسی: Pohang Iron and Steel Company) می‌باشد، شرکت فولاد کره‌ای است، که با تولیدی معادل حدود ۴۲ میلیون تن فولادخام در سال ۲۰۱۵، در رتبه چهارم بزرگترین تولیدکنندگان فولاد جهان قرار داشت. این شرکت در سال ۲۰۱۰ از نظر میزان ارزش بازار سرمایه، به‌عنوان بزرگترین شرکت فولاد جهان محسوب می‌شد.
گروه پوسکو در سال ۱۹۶۸ توسط پارک تائه-جون تأسیس شد. این شرکت در سال ۲۰۱۲ در فهرست فورچون جهانی ۵۰۰ در رتبه ۱۴۶ از بزرگترین شرکت‌های جهان قرار داشت. پوسکو یک مشارکت انتفاعی را، با شرکت یو.اس. استیل در ایالات متحده آمریکا داشته، که حاصل آن شرکت مشارکتی یواس‌اس-پوسکو است، که در پیتز برگ، کالیفرنیا متمرکز می‌باشد.
دفتر مرکزی شرکت پوسکو در شهر پوهانگ، کره جنوبی قرار دارد و بخشی از سهام آن در بازارهای بورس لندن، بورس کره، بورس توکیو و بازار بورس نیویورک معامله می‌شود. بزرگترین رقبای پوسکو، شرکت‌های آرسلور میتال، تاتا استیل، تیسن‌کروپ و ان‌ال‌ام‌کی می‌باشند.